# Герксгайм-бай-Ландау
Герксгайм-бай-Ландау (нім. Herxheim bei Landau/Pfalz) — громада в Німеччині, розташована в землі Рейнланд-Пфальц. Входить до складу району Південний Вайнштрассе. Складова частина об'єднання громад Герксгайм.
Площа — 29,12 км2. Населення становить 10 652 ос. (станом на 31 грудня 2020).

## Галерея

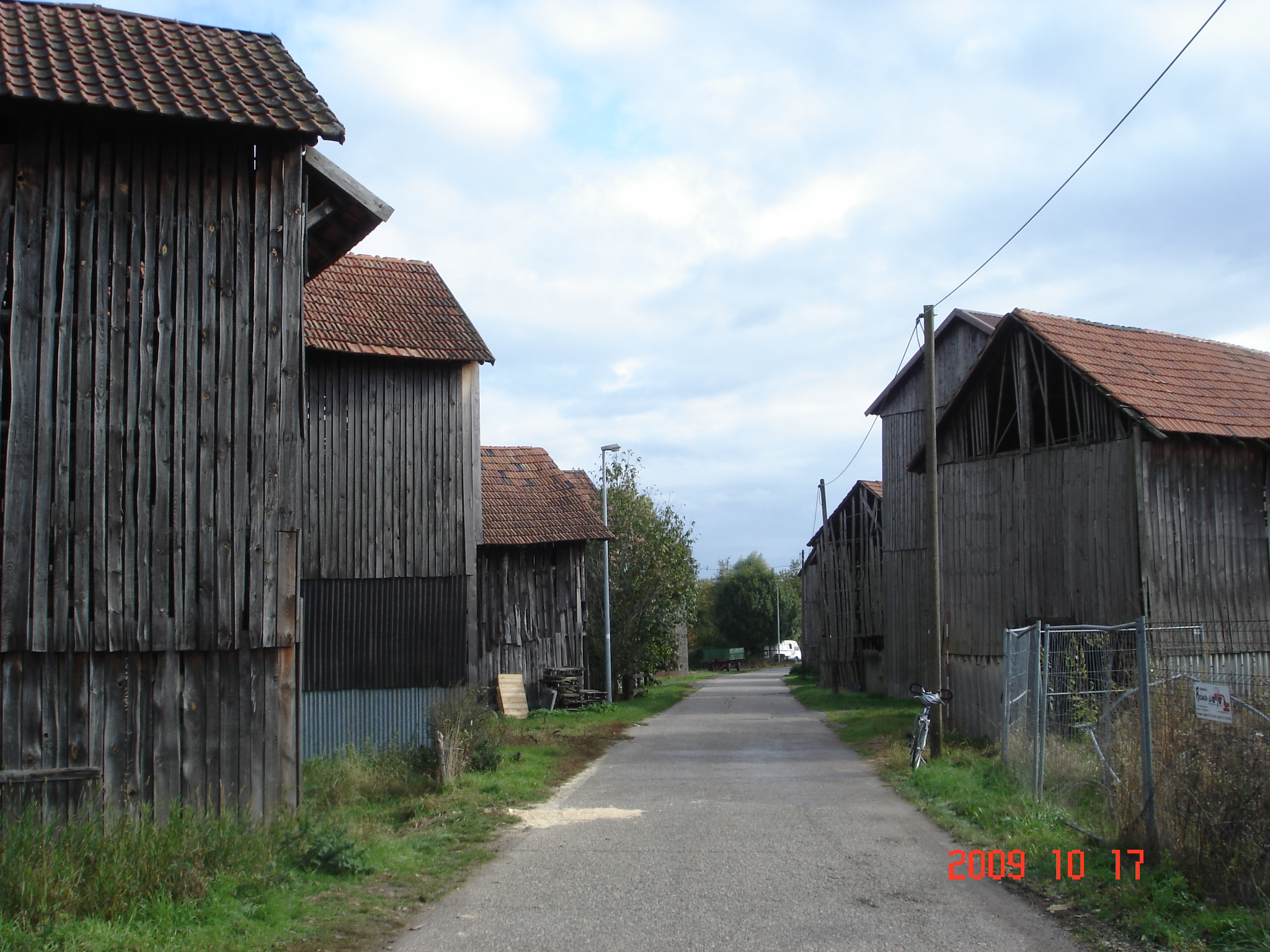
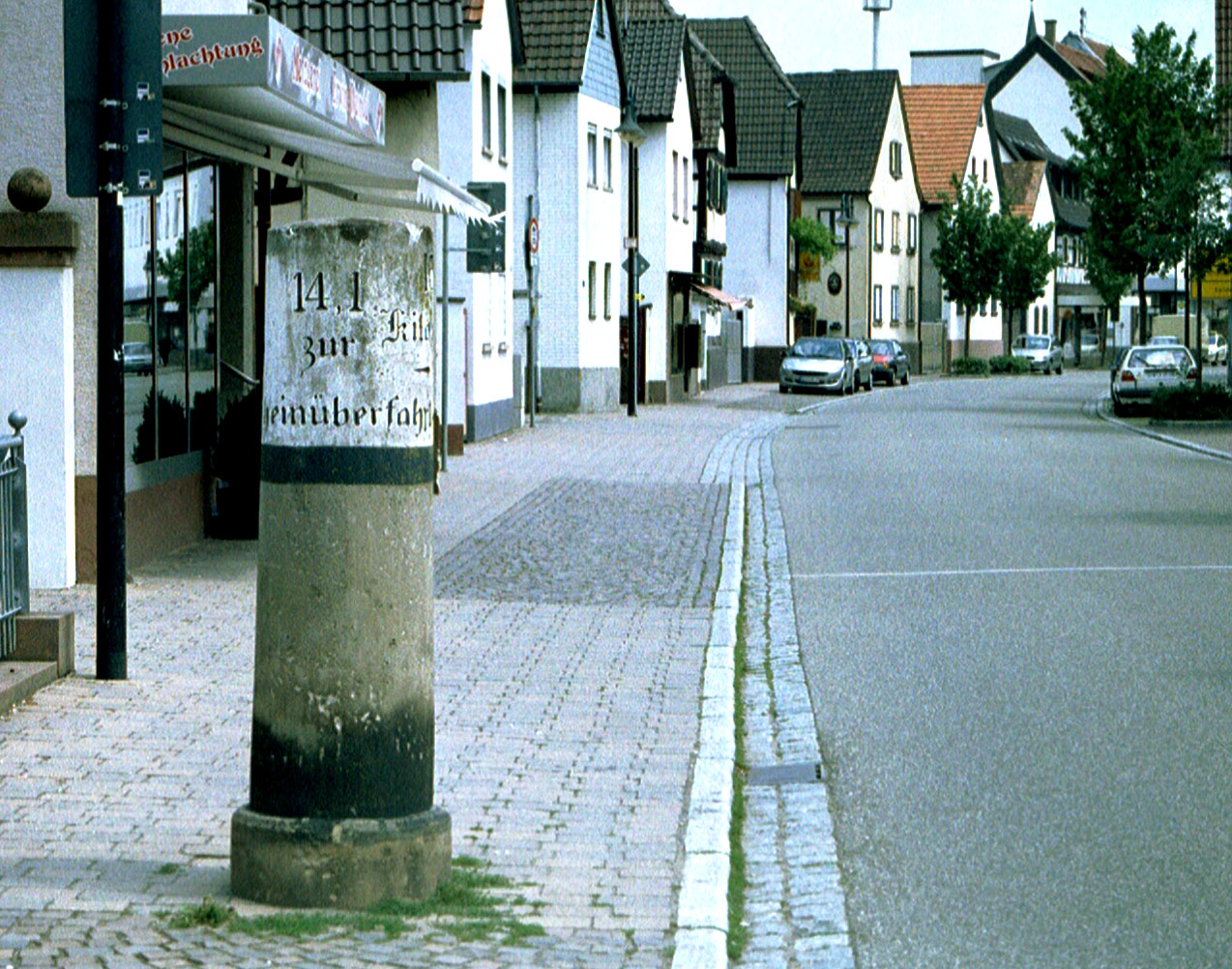